# Prosoplus
Prosoplus es un género de escarabajos longicornios de la tribu Pteropliini.

## Especies
- Prosoplus abdominalis
- Prosoplus affectus
- Prosoplus affinis
- Prosoplus albertisi
- Prosoplus albescens
- Prosoplus albidus
- Prosoplus albifrons
- Prosoplus albofasciatus
- Prosoplus albomarmoratus
- Prosoplus albosticticus
- Prosoplus albostriatus
- Prosoplus albovestitus
- Prosoplus aluensis
- Prosoplus amboinicus
- Prosoplus ammiralis
- Prosoplus aneityumensis
- Prosoplus aruensis
- Prosoplus aspersus
- Prosoplus assimilis
- Prosoplus atlanticus
- Prosoplus auberti
- Prosoplus australis
- Prosoplus bakewellii
- Prosoplus basalis
- Prosoplus basigranulatus
- Prosoplus basimaculatus
- Prosoplus basiochraceus
- Prosoplus basivittatus
- Prosoplus beccarii
- Prosoplus bellus
- Prosoplus bialbomaculatus
- Prosoplus bicoloripennis
- Prosoplus bilatemaculatus
- Prosoplus bimaculatus
- Prosoplus bimaculipennis
- Prosoplus bougainvillei
- Prosoplus brunneus
- Prosoplus carinatus
- Prosoplus carinicollis
- Prosoplus celebensis
- Prosoplus celebianus
- Prosoplus celebicus
- Prosoplus comosus
- Prosoplus convexicollis
- Prosoplus costatus
- Prosoplus criminosus
- Prosoplus cylindricus
- Prosoplus decussatus
- Prosoplus demarzi
- Prosoplus densepunctatus
- Prosoplus densepuncticollis
- Prosoplus dentatus
- Prosoplus distinctus
- Prosoplus dubiosus
- Prosoplus dunni
- Prosoplus elongatus
- Prosoplus encaustus
- Prosoplus endata
- Prosoplus fergussoni
- Prosoplus fijianus
- Prosoplus flavescens
- Prosoplus flavoguttatus
- Prosoplus flavosticticus
- Prosoplus florensis
- Prosoplus funebris
- Prosoplus fuscobasalis
- Prosoplus fuscomaculatus
- Prosoplus fuscosignatus
- Prosoplus fuscosticticus
- Prosoplus gebiensis
- Prosoplus giloloensis
- Prosoplus granulifer
- Prosoplus granulosus
- Prosoplus griseofasciatus
- Prosoplus grisescens
- Prosoplus grossepunctatus
- Prosoplus hebridarum
- Prosoplus hibisci
- Prosoplus hirsutus
- Prosoplus imitans
- Prosoplus infelix
- Prosoplus intercalaris
- Prosoplus intermissus
- Prosoplus interruptus
- Prosoplus invidus
- Prosoplus javanicus
- Prosoplus jobiensis
- Prosoplus jubatus
- Prosoplus kambangensis
- Prosoplus kinabaluensis
- Prosoplus laevepunctatus
- Prosoplus latefasciatus
- Prosoplus laterialbus
- Prosoplus laterinigricollis
- Prosoplus lividus
- Prosoplus longulus
- Prosoplus loriai
- Prosoplus luzonicus
- Prosoplus maculosus
- Prosoplus major
- Prosoplus majoripennis
- Prosoplus marianarum
- Prosoplus marmoratus
- Prosoplus marmoreus
- Prosoplus mediofasciatus
- Prosoplus mediovittatus
- Prosoplus metallescens
- Prosoplus metallicus
- Prosoplus mindanaonis
- Prosoplus minimus
- Prosoplus molestus
- Prosoplus morokaiensis
- Prosoplus multiguttatus
- Prosoplus multimaculatus
- Prosoplus neopomerianus
- Prosoplus niasicus
- Prosoplus nigrosignatus
- Prosoplus nitens
- Prosoplus obiensis
- Prosoplus obliqueplagiatus
- Prosoplus obliquestriatus
- Prosoplus obliquevittatus
- Prosoplus oblitus
- Prosoplus ochraceomarmoratus
- Prosoplus ochreobasalis
- Prosoplus ochreopictus
- Prosoplus ochreosparsus
- Prosoplus ochreosticticus
- Prosoplus ominosus
- Prosoplus ornatifrons
- Prosoplus paganoides
- Prosoplus paganus
- Prosoplus papuanus
- Prosoplus parallelus
- Prosoplus parapaganus
- Prosoplus parasilis
- Prosoplus parvulus
- Prosoplus pauxillus
- Prosoplus peraffinis
- Prosoplus persimilis
- Prosoplus petechialis
- Prosoplus pictus
- Prosoplus pilipennis
- Prosoplus pilosus
- Prosoplus pseudobasalis
- Prosoplus pseudovalgus
- Prosoplus pulcher
- Prosoplus pullatus
- Prosoplus romani
- Prosoplus rosselli
- Prosoplus rufobrunneus
- Prosoplus rugulosus
- Prosoplus samoanus
- Prosoplus schultzei
- Prosoplus seriemaculatus
- Prosoplus setipes
- Prosoplus signatoides
- Prosoplus similis
- Prosoplus sinuatofasciatus
- Prosoplus sinuatus
- Prosoplus sparsutus
- Prosoplus strandi
- Prosoplus strandiellus
- Prosoplus strenuus
- Prosoplus sturninus
- Prosoplus subcarinatus
- Prosoplus subinterruptus
- Prosoplus subviduatus
- Prosoplus sumatranus
- Prosoplus sumatrensis
- Prosoplus tenimberensis
- Prosoplus ternatensis
- Prosoplus toekanensis
- Prosoplus tristiculus
- Prosoplus trobriandensis
- Prosoplus truncatus
- Prosoplus tuberosicollis
- Prosoplus tulagensis
- Prosoplus unicolor
- Prosoplus uniformis
- Prosoplus vanicorensis
- Prosoplus ventralis
- Prosoplus vexatus
- Prosoplus viduatus
- Prosoplus villaris
- Prosoplus villaroides
- Prosoplus woodlarkianus
- Prosoplus xyalopus